# Nejo Becirevic
Nejo Becirevic (Novi Pazar, 13 augustus 1989) is een in Servië geboren Nederlandse bokser, die uitkomt bij de (midden) zwaargewicht. Hij is een van de jongste profboksers in Nederland.
Nejo staat bekend om zijn harde stoten en het feit dat zijn wedstrijden niet langer duren dan twee rondes.

## Biografie

### Jeugd
Nejo is op 11-jarige leeftijd naar Nederland gevlucht vanuit Servië. Hij heeft in verschillende asielzoekerscentra gewoond. Verder is er weinig bekend over zijn jeugdjaren.

### Amateursperiode
Op 16-jarige leeftijd is Nejo begonnen met zijn eerste bokstrainingen. Nadat hij 18 van de 20 wedstrijden gewonnen had, besloot zijn trainer dat Nejo zich moest gaan verdiepen en fulltime te gaan boksen.

### Profcarrière
Zijn eerste twee wedstrijden als profbokser heeft hij verloren, maar heeft binnen één jaar de Nederlandse titel binnen gehaald. Op 8 augustus 2009 had hij een kwalificatiewedstrijd voor de Europese titel, die hij uiteindelijk gewonnen heeft.
Op 10 oktober 2009 heeft Nejo een wedstrijd gebokst in het Paris Hotel te Las Vegas als promotie van de Sterling boksbond.